# Archelao (filosofo)
Archelao (in greco antico: Ἀρχέλαoς?, Archélaos; Atene, V secolo a.C. – ...) è stato un filosofo greco antico.

## Biografia
Originario probabilmente di Atene, fu allievo di Anassagora e, secondo Diogene Laerzio, maestro di Socrate. Non si è conservata nessuna sua opera, cosicché le sue affermazioni possono essere ricostruite dai passi nei testi di Diogene Laerzio, Simplicio, Plutarco e Ippolito, nei quali è citato. 
Archelao si occupò probabilmente solo di etica, mentre per la sua cosmologia ricorse alla precedente Scuola Ionica. Speculò sull'esistenza di una sostanza originaria, identificandola con l'aria e unendola con lo spirito (nous), aggirando così il dualismo anassagoreo di materia e spirito. Da questa «aria piena di nous» hanno origine il solido e il liquido, il freddo e il caldo, nella forma dell'acqua (aria condensata) e del fuoco (aria rarefatta), l'uno sempre passivo, il secondo attivo. Il mondo e i corpi divini secondo Archelao sono nati dall'aria arroventata salita al cielo; inoltre, la volta celeste è inclinata, in maniera tale che il sole riscaldi la Terra rendendola asciutta. La Terra, infatti, in origine «era una palude»: riscaldata dal sole, sviluppò sulla sua superficie una commistione di caldo e freddo, rendendo possibile la nascita della vita animale e vegetale. Da ciò sono nati anche gli uomini, nella loro forma ferina: sono la morale e la disposizione artistica a distinguere gli uomini dalle fiere (l'intelletto è invece diffuso in tutti gli animali). 
Archelao fu il primo a sostenere che il giusto e il dannoso non esistono in natura, ma sono prodotto di una convenzione. La concezione della relatività delle norme (diverse per epoca e cultura) e l'uso di queste a proprio vantaggio sarà in seguito al centro della filosofia dei sofisti.